# Успенское (Воронежская область)
Успенское — село в Острогожском районе Воронежской области. Входит в состав Коротоякского сельского поселения.

## Население
| 2000 | 2005 | 2010 |
| ---- | ---- | ---- |
| 376  | ↘306 | ↘257 |

## Инфраструктура
В селе имеются улица Болховитина и переулок Овражный.

## Люди, связанные с селом
Здесь родился Болховитин, Иван Григорьевич — Герой Советского Союза.